# 大潭山郊野公園
大潭山郊野公園（葡萄牙語：Parque Natural da Taipa Grande）位於澳門氹仔東面大潭山上，鄰近澳門國際機場，現時由澳门市政署管理。是氹仔第一個也是唯一的郊野公園，公園佔面積約為49.31公頃，覆蓋範圍包括雞頸馬路、嘉樂庇總督馬路及司徒澤雄神父馬路一帶的山林，氹仔的最高點（160.4米）亦包括於園內。園內設有各類休憩設施及步行徑，是一個多功能的郊野公園。

## 沿革
公園包括主體公園以及步行徑兩部分，主體公園其本為垃圾堆填區，堆填區在1988年因堆填達飽和而停止運作。1999年政府將其改建成大型的郊野公園，經綠化後公園於2001年正式開放予大眾使用。

## 設施

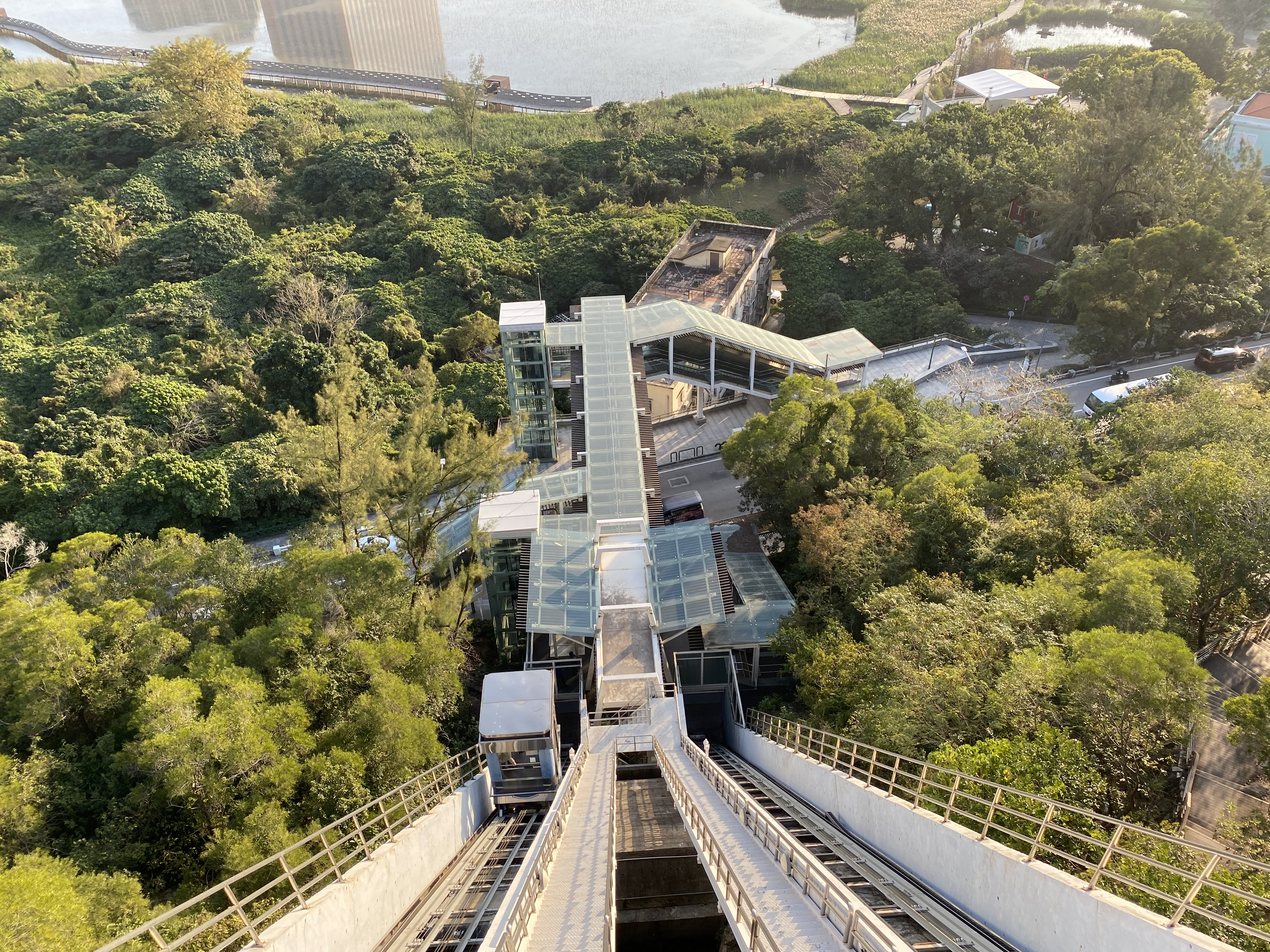
大潭山斜行升降機

設有大潭山斜行升降機方便市民及遊客來往大潭山水塔瞭望台和嘉樂庇總督馬路行人天橋。斜行升降機開放時間為早上七時至晚上八時。

### 大潭山環山徑

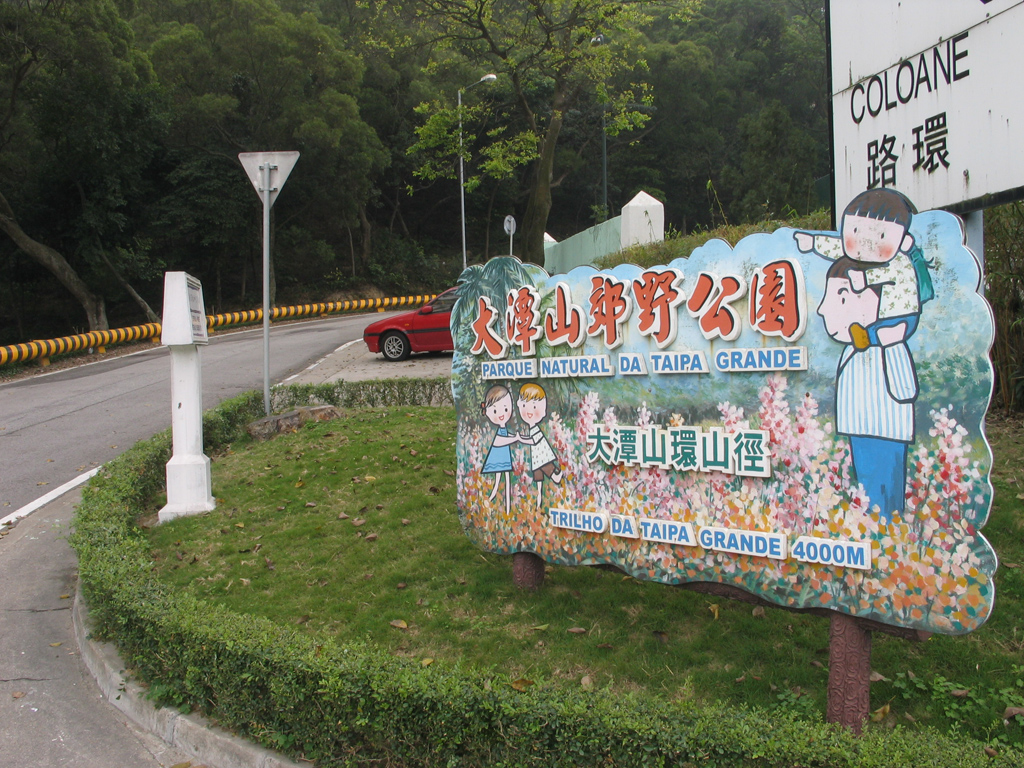
大潭山郊野公園設有四條步行徑

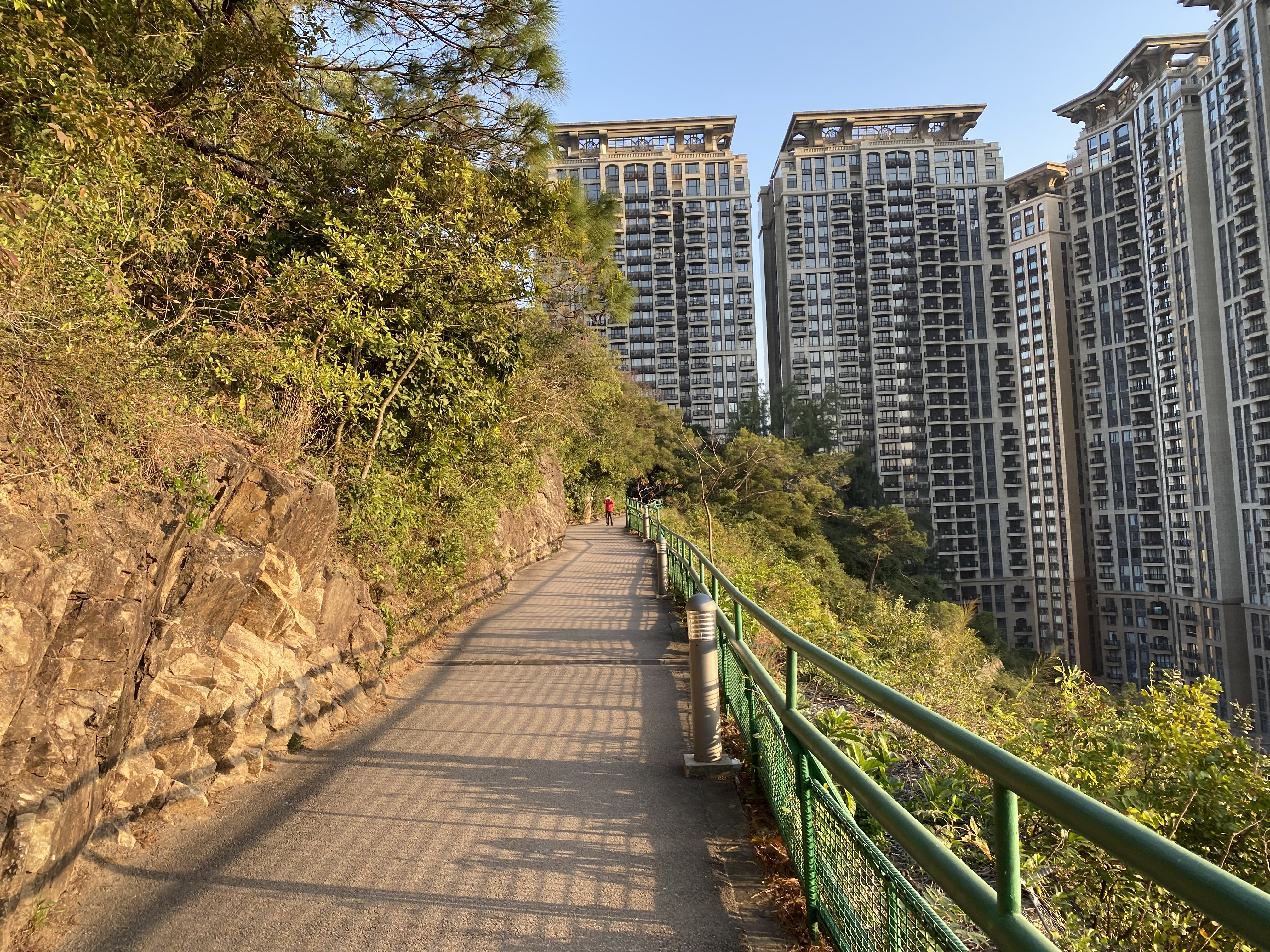
步行徑

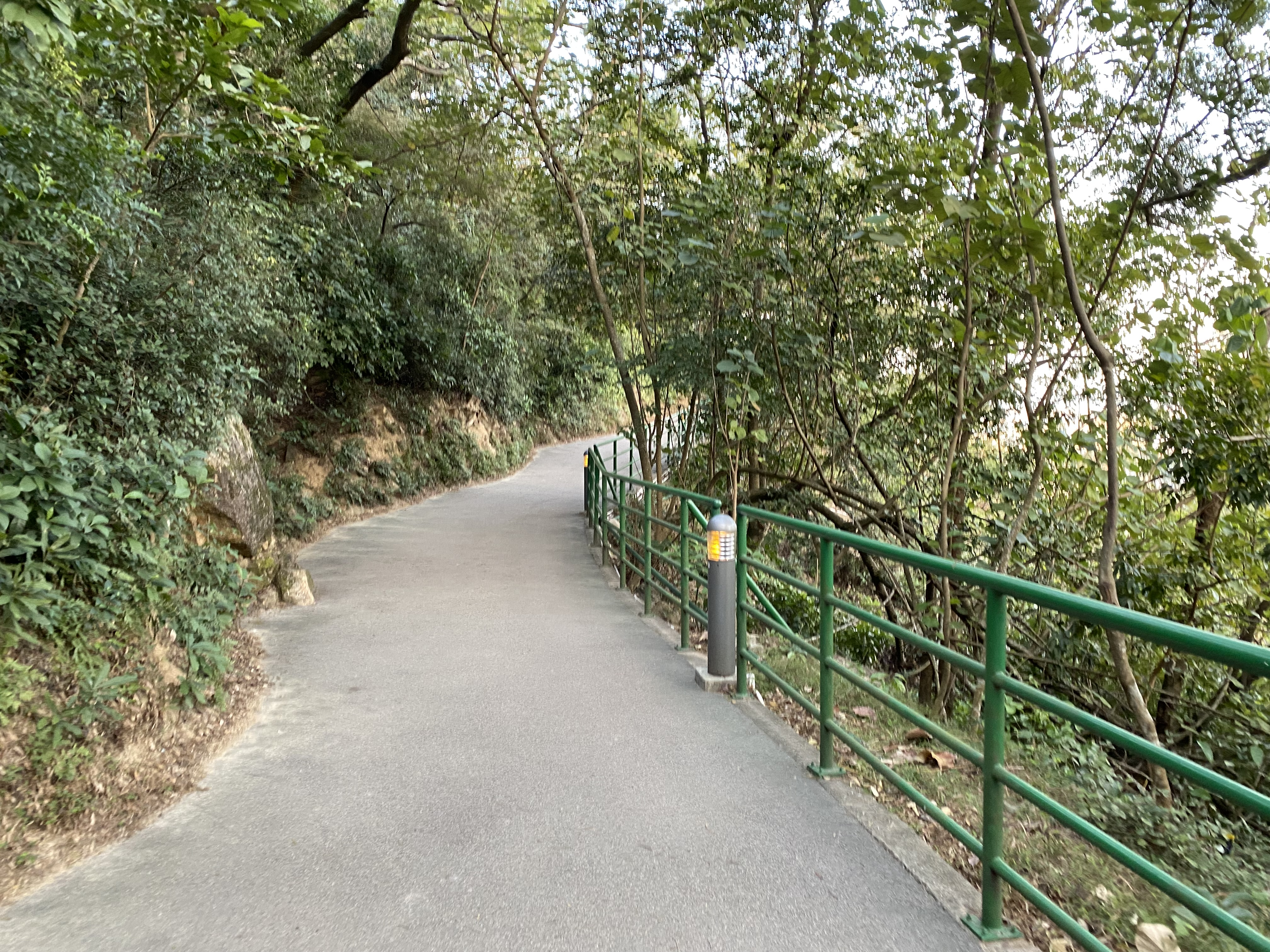
步行徑

於2001年綠化週期間啟用，位於氹仔島的東面，海拔約160米，範圍包括雞頸馬路、嘉樂庛總督馬路及司徒澤雄神父馬路一帶的山林，佔地約49.31公頃。由司徒澤雄神父馬路旁、湖畔花園側的斜路上大潭山，走500米左右的路程便到達大潭山各行山徑的入口前地。前地的左方是自然教育徑入口，右方是大潭山環山徑東南路段（即往大潭山郊野公園方向）及踏板健身徑的入口，在郊野公園的入口旁還有一條小徑向山下延伸通向龍環葡韻景點，這塊前地成了各通道的交滙處。
- 大潭山環山徑（東南段）

環山徑全長約4000米，由1987年對外開放全程長2200米的氹仔步行徑發展而來，是氹仔島第一條步行徑。大潭山環山徑包括大潭山環山徑東南段、自然教育徑、生態漫遊徑及路板健身徑。
- 自然教育徑

環繞大潭山西面山坡的步行徑，全長1150米，顧名思義此徑是教育行山人士認識大自然的。在大潭山上孕育着豐富的動植物資源，動物資源如鳥類就佔有澳門116種中的26種，還有林林總總的昆蟲，而觀賞性強的主要是蝴蝶，全澳的蝴蝶有8科100種之多，大潭山佔的比例亦不少；植物資源主要分3個層，分别為喬木層、灌木層、草本層，另外還有一些藤本植物和附生植物，把大潭山上所有的植物層都囊括其中。
- 踏板健身徑

從健身徑越過大潭山山頂，全長1050米，由數百級階梯上上落落組成。
- 生態漫遊徑

生態漫遊徑僅長600米，是於2002年春天開放的，它最大的看點是其內的原生魚類保育區。原生魚類保育區原是昔日提供飲用水的水塘，隨着自來水的普及，水塘才改建成原生魚類保育區。

### 滑草場
園內有一大型滑草場並免費提供滑兜，市民大可在這裡感受綠茵抉撲面、風馳電掣的感覺。大潭山郊野公園為全澳現有的兩個滑草場之一，該滑草場之草為假草，另一黑沙水庫郊野公園之草為真草，質感和柔軟度亦較大潭山滑草場為優。

### 其他設施

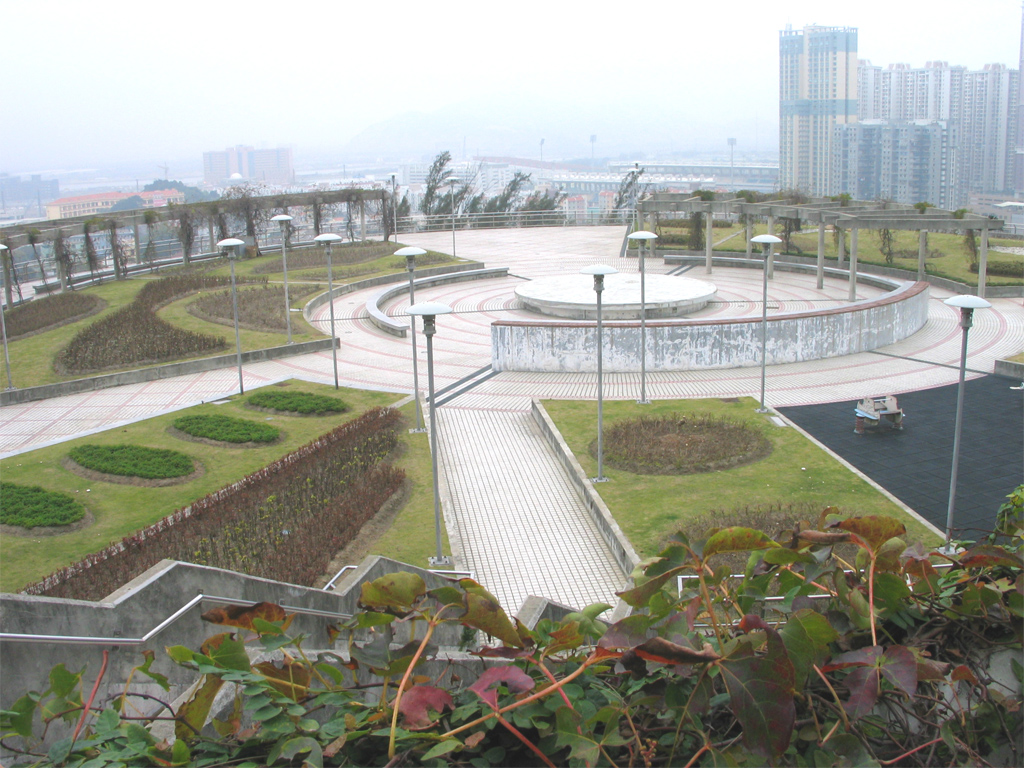
大潭山50米高位水池上的平台

- 自來水處理廠
- 澳門原生魚類保育區
- 綠蔭長廊
- 燒烤區
- 兒童遊戲區
- 暸望台

## 步行徑及觀景台
湖畔花園至龍環葡韻步行徑，是一條由行人天橋、步行徑及斜行升降機所組成的步行系統，同時是澳門首次引入斜行升降機於步行設施或步行系統內。步行徑起始於湖畔大廈行人天橋至湖畔花園，沿司徒澤雄神父馬路，連接至大潭山瞭望台，再利用斜行升降機接駁至嘉樂庇總督馬路，然後通過行人天橋橫越嘉樂庇總督馬路。行人可通過該步行系統前往龍環葡韻、氹仔舊城區一帶及望德聖母灣大馬路。

## 交通

### 巴士

#### 氹仔大潭山斜行升降機
T306 氹仔嘉樂庇馬路（Est. Gov. Nobre Carvalho）
路線：15、21A、25、36、50、50B、56、AP1、AP1X、N2、N3、N5、N6
T315 氹仔CEM貨倉（Nobre Carvalho／Armazem CEM）
路線：15、21A、25、50、50B、56、N2、N3、N5、N6

#### 近湖畔花園出入口
T409 湖畔公園（Jardim do Lago）
路線：26、30、30X、34、35、56、MT3

#### 近澳門會展中心出入口
T411 金皇冠中國大酒店（Hotel China Coroa Douro）
路線：37